# Meigenia falculae
Meigenia falculae là một loài ruồi trong họ Tachinidae.